# Jacinto Convit
Jacinto Convit García (Caracas, 11 settembre 1913 – Caracas, 12 maggio 2014) è stato un medico venezuelano, scopritore del primo vaccino contro la lebbra.
Nel 1987 vinse il premio Principe delle Asturie per la ricerca scientifica e tecnica.
Il 17 giugno 2010 un giornale locale diffonde la notizia per cui il medico dispone di un modello di immunoterapia in avanzata fase di sviluppo, contro il cancro allo stomaco, colon e intestino.. Non è una profilassi e quindi un farmaco producibile in laboratorio, si tratta di un mix di un grammo di cellule tumorali, formalina e BCG che, iniettate nel sangue, "marcano" le cellule cancerose, permettendo agli anticorpi di riconoscerle e attaccarle.
Convit utilizzò con successo la BCG contro la lebbra e la tubercolosi, attivando un analogo meccanismo di risposta immunitaria.